# Detective per caso
Detective per caso è un film del 2019 diretto da Giorgio Romano.

## Trama
Giulia Santeramo è una giovane affetta da sindrome di Down con una passione per i gialli, che lavora all'ufficio oggetti smarriti della Stazione Termini di Roma. È legatissima a suo cugino Piero, del quale è innamorata senza essere corrisposta.
Una sera, durante una cena in pizzeria col gruppo dei suoi amici (del quale fanno parte anche l'aspirante influencer Valeria, l'ipocondriaco Panico, lo studioso Oreste e l'ingenuo Sandro), Piero ha una discussione con Marta Serafini, una ragazza tossicodipendente della quale è innamorato, che gli rivela di essere nei guai per dei debiti di droga. Qualche sera dopo, in una festa alla discoteca San Salvador, Giulia si sente offesa da Piero, che le ha chiesto del denaro per aiutare Marta, e se ne va via da sola in lacrime. La discoteca viene poi rapinata e Piero e la sua automobile spariscono. Giulia e il padre di Piero sono convocati in questura dall'ispettore Bellamore, che mostra loro un fotogramma di una telecamera di sorveglianza che incastrerebbe Piero come rapinatore o complice dei rapinatori.
Giulia, che non crede alla colpevolezza del cugino, riunisce allora i suoi amici per indagare. Dapprima il gruppetto ricerca Marta, che però è sparita anche lei da casa; con uno stratagemma gli aspiranti investigatori fanno uscire suo padre e prelevano un cellulare. Giulia chiama un numero in memoria: risponde un uomo che dice di vantare un debito con Marta. Viene fissato un appuntamento, al quale il gruppo si reca col furgone di Valeria, ma Giulia e gli altri debbono fuggire quando i creditori (due brutti ceffi) si fanno minacciosi. Nel frattempo, Piero si sveglia a casa di due sconosciuti, un uomo e sua madre, che lo fanno accomodare alla loro tavola, senza ricordare come è arrivato lì.
Dietro consiglio del suo corteggiatore Antonio, che ha guardato con lei l'album di disegno di Piero riconoscendo alcuni degli edifici che vi sono stati raffigurati, Giulia va a cercare Marta a Ostia e la ritrova in una comunità di recupero. Marta nega di sapere dove si trovi Piero, ma si lascia sfuggire un nome, Ivan, e Giulia sospetta che si tratti di quello del vero rapinatore. Giulia decide di tornare alla carica l'indomani, ma nella notte Marta viene rapita. Anche Piero si rende conto di essere stato sequestrato, ma parlando con Ivan riesce in qualche modo a toccare il suo cuore.
L'agente Palmieri ed altri poliziotti alle dipendenze dell'ispettore Bellamore destano la combriccola di Giulia, che stava dormendo nel furgone davanti alla comunità di recupero, e portano tutti in questura, dove la funzionaria racconta loro che Marta è stata rapita dagli spacciatori suoi creditori ma subito dopo è stata liberata dagli agenti che li avevano seguiti e ricoverata in ospedale, e li esorta a lasciar fare alle forze dell'ordine il loro lavoro.
Giulia torna al suo lavoro e riceve la visita, a motivo di un bagaglio smarrito, da parte di Ramona, la conduttrice di una webserie a carattere investigativo che segue appassionatamente. In tale occasione ha un'intuizione che scagionerebbe Piero dall'accusa di rapina. Questi, intanto, è sotto il tiro della pistola di Ivan, che è riluttante a sparargli, ma viene salvato dall'intervento dell'agente Palmieri. In questura, Ivan confessa che la rapina era simulata e che lui si era solo prestato a collaborare ad una truffa. La stessa verità viene intuita anche da Giulia, che alla discoteca trova il gestore Giovanni Malatesta intento a chiudere l'attività ma non troppo dispiaciuto: in effetti, d'accordo con Marta, aveva orchestrato una truffa ai danni dell'assicurazione simulando la rapina. Ivan si sarebbe dovuto allontanare con la moto di Tony Cairoli, una celebrità invitata alla festa, ma qualcosa era andato storto ed era invece scappato con l'auto di Piero, senza accorgersi che il ragazzo vi stava dormendo all'interno, e quando questi si era risvegliato vedendolo in viso aveva dovuto rapirlo. La polizia giunge in tempo per salvare Giulia e la conclusione dell'avventura viene celebrata festeggiando sulla spiaggia, con Piero che ritrova Marta, Panico che decide di superare le sue paure e Giulia che accetta il corteggiamento di Antonio.

## Produzione
Il film è stato realizzato con la collaborazione dell'accademia L'arte nel cuore, grazie alla quale è stato possibile coinvolgere attori professionisti con disabilità, e col sostegno della Fondazione Allianz Umana-mente.

## Distribuzione
Il film è stato distribuito al cinema il 18 marzo 2019 da parte della Medusa Film, con un incasso di 30 200 euro.